# لوید لا لبیچ
لوید لا لبیچ (انگلیسی: Lloyd LaBeach; ۲۸ ژوئن ۱۹۲۲ – ۱۹ فوریهٔ ۱۹۹۹) دونده اهل پاناما بود.